# Stadtkreisgericht Druskininkai
Das Stadtkreisgericht Druskininkai (lit. Druskininkų miesto apylinkės teismas) ist ein Stadtkreisgericht mit drei Richtern in Litauen, in der Kurortstadt der Republik. Das zuständige Territorium ist die Stadt Druskininkai. Das Gericht der 2. Instanz ist das Bezirksgericht Vilnius.
Adresse: Druskininkų g. 43, Druskininkai, LT-66166.

## Richter
- Gerichtspräsidentin Nina Butnorienė